# Anlu
Anlu is een stad in de provincie Hubei van China. De stad
heeft 616.567 inwoners (census 1999). Anlu is ook een arrondissement en ligt in de stadsprefectuur Xiaogan. 